# Secret Maryo Chronicles
Secret Maryo Chronicles è un videogioco a piattaforme, libero e open source. È disponibile per Microsoft Windows, macOS e Linux.
Basato su Super Mario Bros., il videogioco presenta caratteristiche tipiche di Super Mario World.
Lo sviluppo del gioco è stato dichiarato interrotto nel 2014 in favore del fork The Secret Chronicles of Dr. M..